# Voice of the Faithful
Voice of the Faithful est une association de laïcs catholiques dont l'objet d'existence est de réclamer des mesures de transparence dans l'Église catholique romaine et la conférence des évêques catholiques américains à la suite des affaires d'abus sexuels sur mineurs dans l'Église catholique par des religieux catholiques aux États-Unis d'Amérique.

## Historique
Fondée en 2002 à Wellesley dans le Massachusetts, elle attira rapidement l'attention des médias au sujet des allégations d'abus dans diverses paroisses de la Nouvelle-Angleterre. Elle a critiqué le cardinal de Boston Bernard Law au sujet des affaires d'abus au cours de son épiscopat.
Voice of the Faithful appuie des mesures pour un plus grand rôle du laïcat dans la gestion des affaires internes de l'Église, une position qui fut relayée dans les journaux catholiques libéraux ou progressistes américains, dont Commonweal et le National Catholic Reporter.
Parmi les explications avancées par Voice of the Faithful sur les origines de ces dérives, le célibat sacerdotal a été évoqué.
En 2007, les activités du groupe ont ralenti à la suite du règlement de plusieurs contentieux et d'une diminution du nombre de plaintes enregistrées.